# Gare de Tarbes
Gare de Tarbes vasútállomás Franciaországban, Tarbes településen.

## Vasútvonalak
Az állomást az alábbi vasútvonalak érintik:
- Toulouse–Bayonne-vasútvonal
- Morcenx–Bagnères-de-Bigorre-vasútvonal

## Kapcsolódó állomások
A vasútállomáshoz az alábbi állomások vannak a legközelebb:
- Gare d’Ossun
- Gare de Tournay
- Gare de Lourdes